# Schiller-Bank im Park an der Ilm

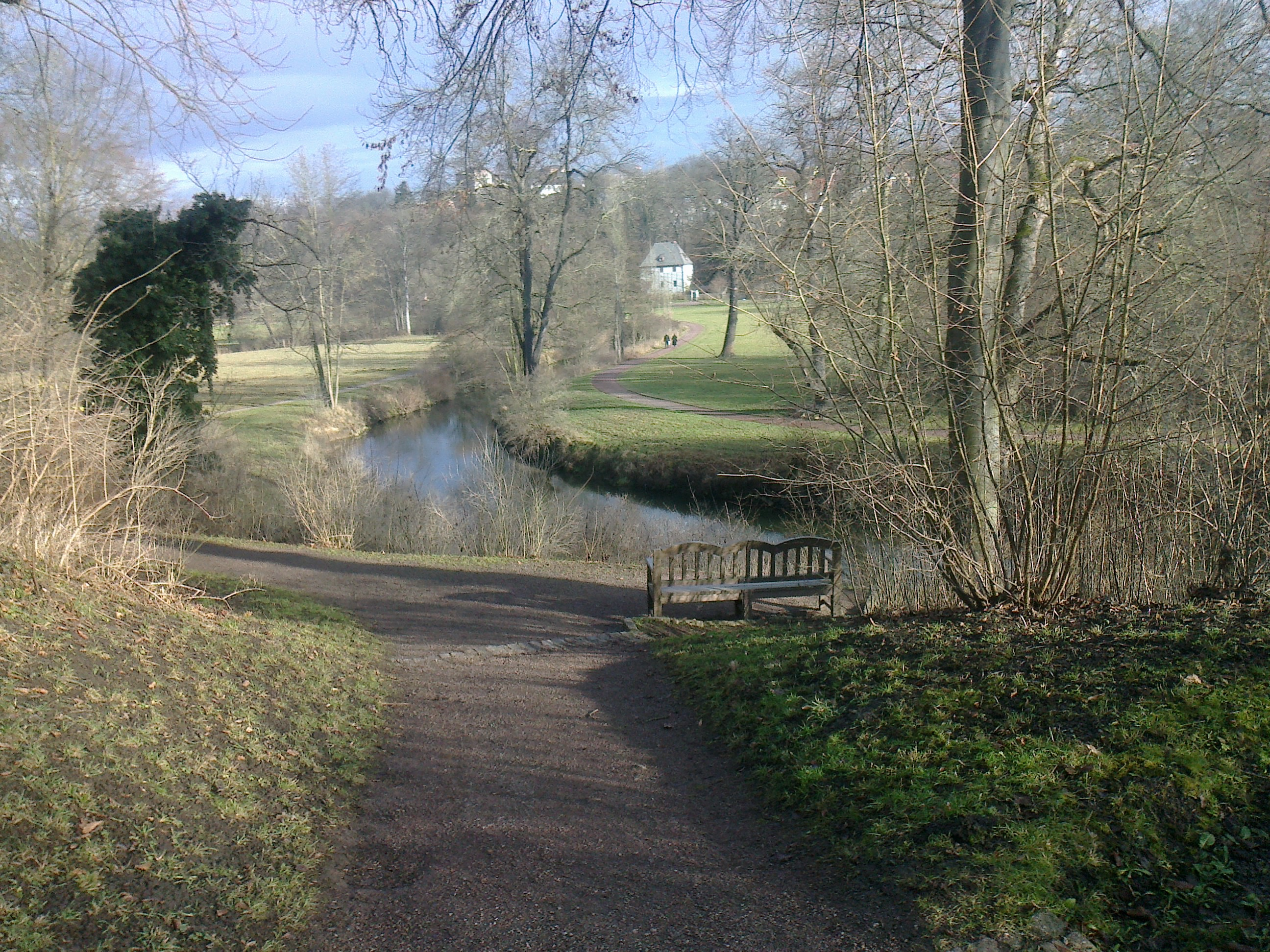
Schillerbank im Park an der Ilm

Die Schiller-Bank im Park an der Ilm in Weimar gilt als der Ort, an dem sich der Dichter Friedrich Schiller am liebsten zum Ausruhen aufgehalten haben soll. Diese befindet sich an einer Stelle, die einen freien Blick zu Goethes Gartenhaus gewährt; auf dem Weg zwischen dem Shakespeare-Denkmal und dem Römischen Haus unweit vom Schlangenstein. Schiller versuchte wohl 1797, von Goethe das Gartenhaus anzumieten, wovon dieser ihm jedoch abriet.
Ob die Bank an dieser Stelle genau stand bzw. welche genaue Gestalt sie einst hatte, wird gegenüber ihrer symbolischen Stellvertreterfunktion für den Dichter als nachrangig bedeutsam angesehen. Einen eigenständigen konzeptionellen Bestandteil bei der Gestaltung des Ilmparks hatte sie aller Wahrscheinlichkeit nach nicht dargestellt. Seit 1799 ist dort eine Knüppelbank überliefert, die dann den Namen des Dichters erhielt. Die Symbolhaftigkeit der Schiller-Bank ist sogar so groß, dass ein Gartenmöbel auch noch heute so bezeichnet wird. Es ist damit dasselbe circa 1,90 m lange Möbel gemeint, wie es sich auch im Ilmpark an der bezeichneten Stelle befindet. Karl Große gab anlässlich von Schillers Todestag im 100. Jahr seiner Geburt 1859 eine Beschreibung der Bank und ihrer kulturgeschichtlichen Bedeutung heraus. Im Jahre 1907 kam auch eine Postkarte mit der Darstellung der Schillerbank heraus.

## Nachwirkungen
Die Tatsache, dass sich ein nach ihm benanntes Gartenmöbel bis heute erhalten hat und 1907 eine Ansichtskarte mit der Schillerbank zum Motiv verlegt wurde, zuzüglich der genannten Publikationen, macht klar: Es gibt verschiedene Formen ihrer Rezeption. Die Schiller-Bank im Park an der Ilm blieb auch als Parkgestaltungselement nicht ohne Nachwirkungen, ohne dass diese immer vorrangig als Sitzgelegenheit Verwendung fand. Sie ist in die Gedächtniskultur des 19. Jahrhunderts eingegangen, so dass sie auch anderenorts als Vorlage des Gedenkens an den Dichter diente. So gibt es sie unter anderem in Weißwasser in der Lausitz, in Pößneck und in Aschersleben, wenn auch in Stein, mit der hauptsächlichen Funktion eines Denkmals an den Dichter. Diese entstanden anlässlich des 100. Todestages des Dichters am 9. Mai 1905 in Weißwasser und Pößneck, während die Bank in Aschersleben zu dessen 151. Geburtstag 1910 errichtet wurde. Auch in der polnischen Stadt Toruń ist eine solche vorhanden; sie wurde 1909 in der damals deutschen Stadt anlässlich des 150. Geburtstags von Friedrich Schiller eingeweiht.
Die Schiller-Bank war auch Motiv von Karl Buchholz, einem wichtigen Vertreter der Weimarer Malerschule und damit des Impressionismus. Er malte die Schillerbank im Park von Weimar 1884.

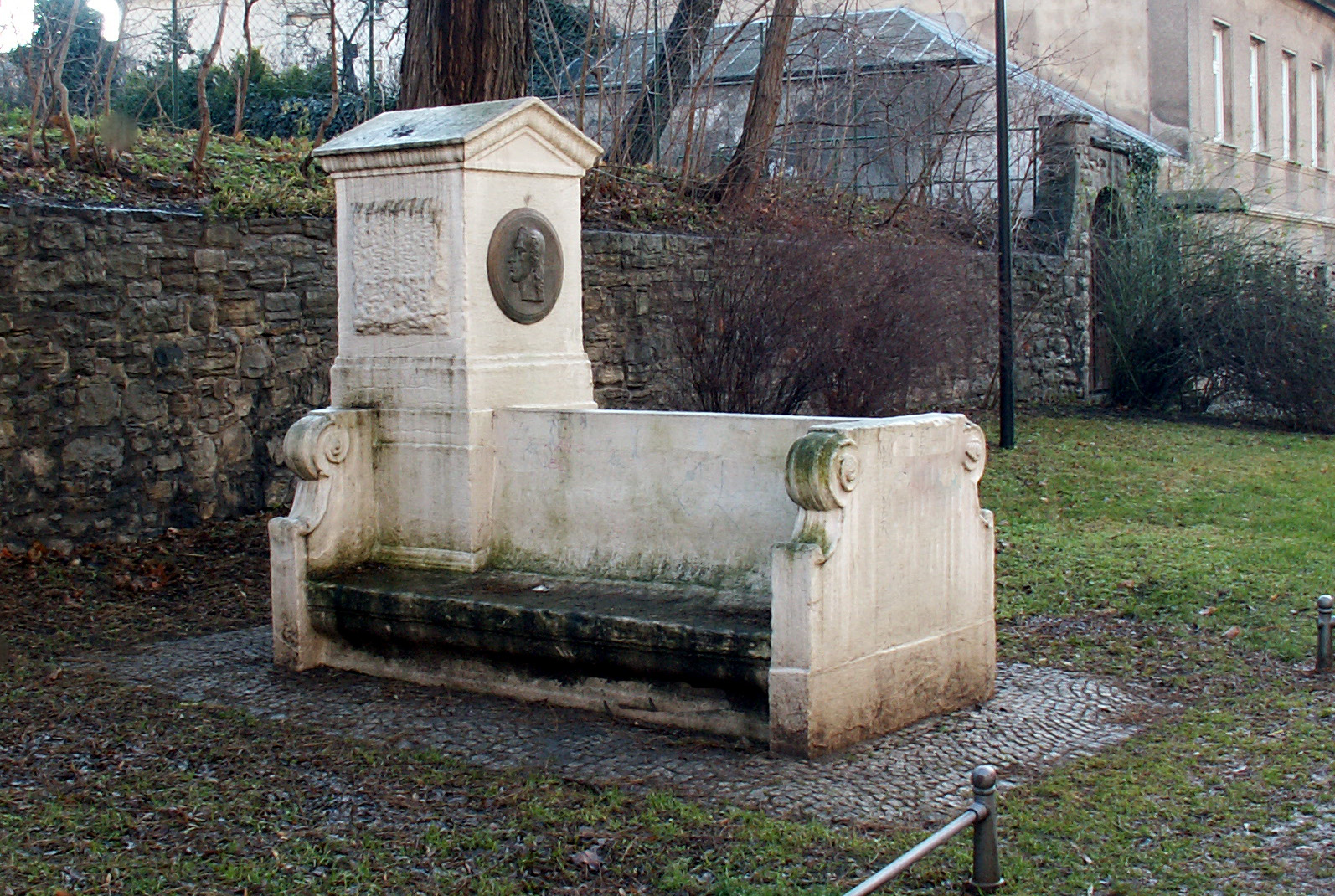
Schiller-Bank in der Promenade von Aschersleben
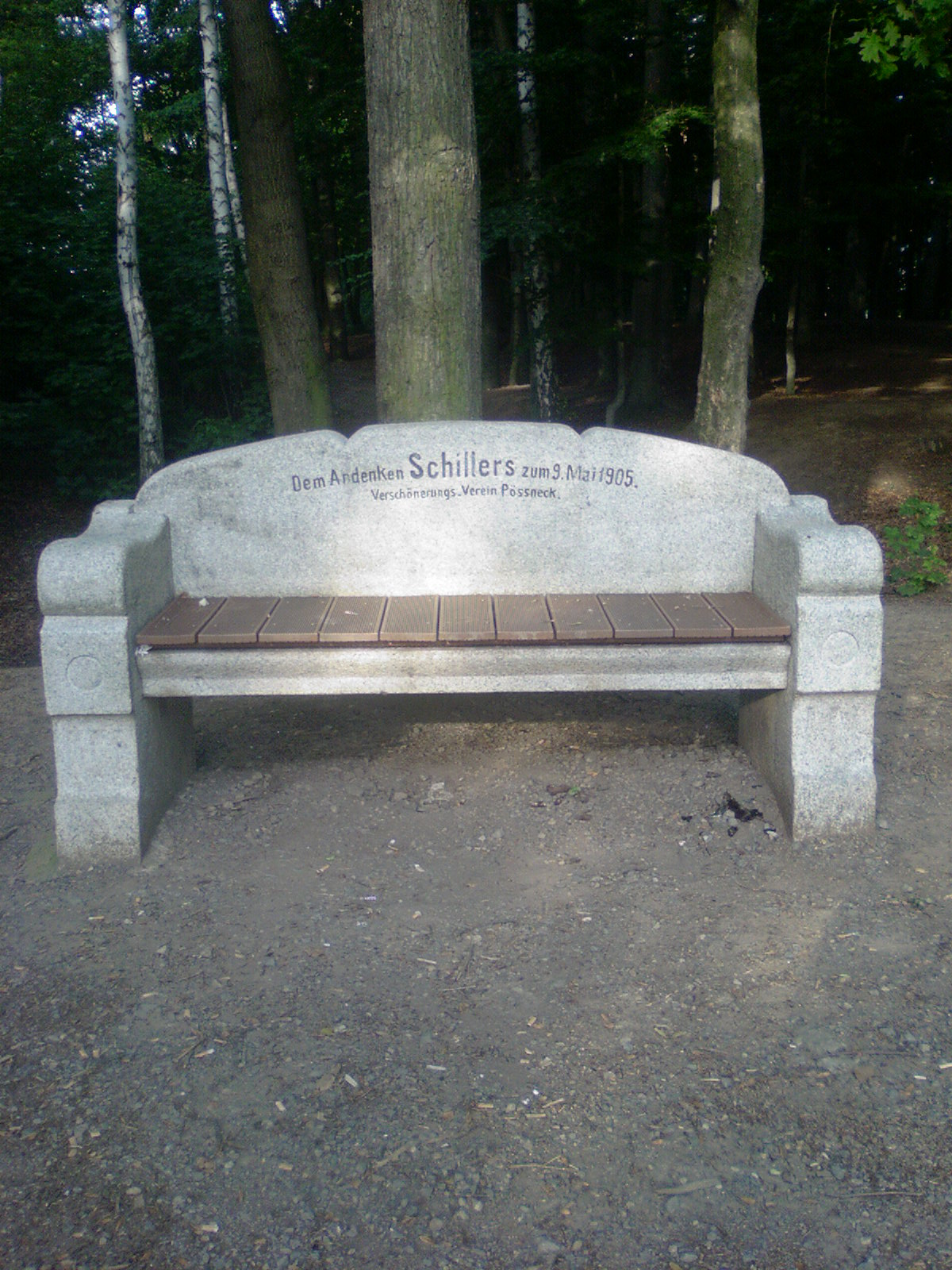
Schiller-Bank in Pößneck
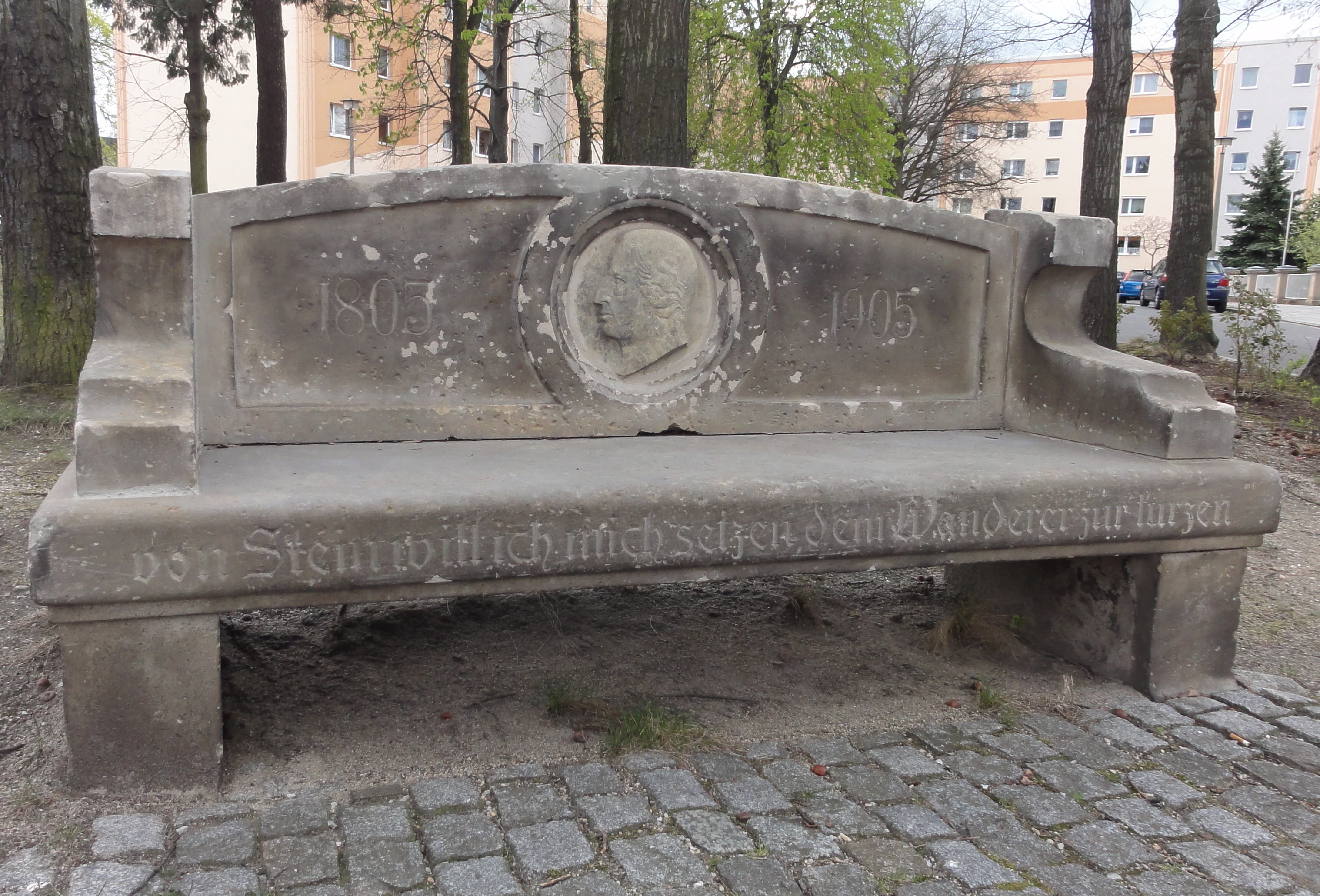
Schiller-Bank in Weißwasser
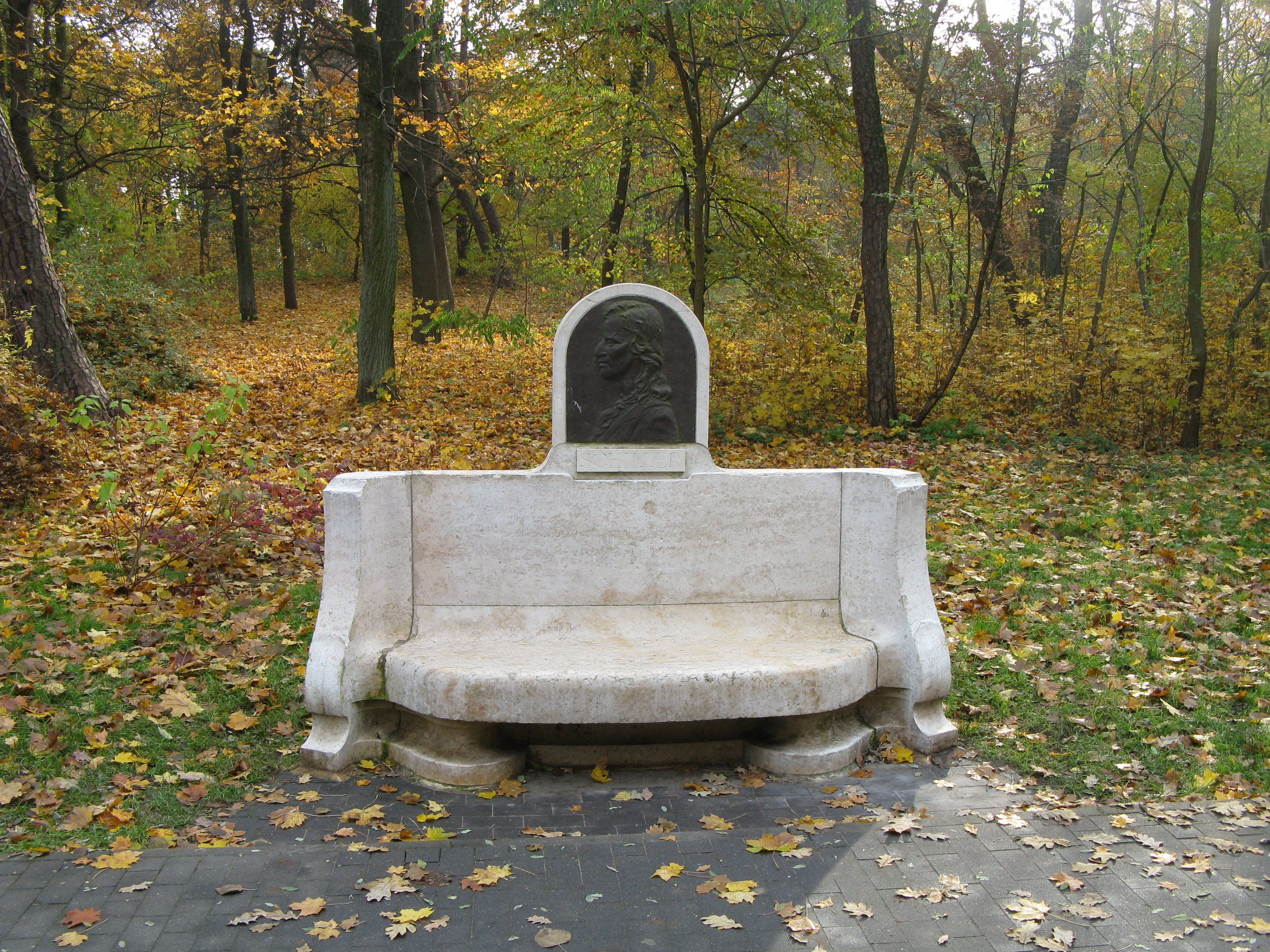
Schiller-Bank in Toruń